# Беловежская пуща
Белове́жская пу́ща (бел. Белавежская пушча, пол. Puszcza Białowieska; также Беловежская Пуща) — наиболее крупный остаток реликтового первобытного равнинного леса, который, согласно представлениям, сложившимся в современной науке, в доисторические времена произрастал на территории Европы. Постепенно он был вырублен, но в относительно нетронутом состоянии в виде крупного массива сохранился только в Беловежском регионе на территории современных Беларуси и Польши. Беловежскую пущу относят к экорегиону под названием «сарматский смешанный лес».
Через Беловежскую пущу проходит государственная граница между Польшей и Беларусью. Рядом с пущей находится водораздел Балтийского и Чёрного морей.
Для сохранения уникальной природы в Беловежской пуще выделены четыре функциональные зоны с различным режимом охраны: заповедная зона, зона регулируемого пользования, рекреационная и хозяйственная зоны. Кроме того, вокруг пущи создана охранная (буферная) зона.
В рамках программы ЮНЕСКО «Человек и биосфера» в 1976 году в польской части пущи создан биосферный заповедник «Беловежа» с площадью 92 тысяч га (2024), а в 1993 году в белорусской части пущи — биосферный заповедник «Беловежская пуща» с площадью 216,2 тысяч га (2015), имеющий зону ядра, буферную и переходную зоны.
В 1979 году решением ЮНЕСКО Беловежский национальный парк (Польша) был включён в Список Всемирного наследия. В 1992 году этот природоохранный объект ЮНЕСКО расширился за счёт Национального парка «Беловежская пуща» (Беларусь), получив название Belovezhskaya Pushcha/Bialowieza Forest. Решением сессии Комитета Всемирного наследия от 23 июня 2014 года единый трансграничный объект Всемирного наследия ЮНЕСКО с площадью 141 885 га и буферной зоной 166 708 га получил название Białowieża Forest, Belarus, Poland.
Вопреки распространённому мнению, название происходит не от сторожевой башни в Каменце, так как она была прозвана «Белой вежей» только в XIX веке, а побелена и того позже — при советской власти. Возможно оно произошло от названия центрального населённого пункта — Беловежа, находящегося сейчас на территории Польши, по аналогии с названиями других пущ: Кобринская, Гродненская, Шерешевская, Налибокская и т. д.

## Характеристика
Рельеф на территории пущи — равнинный. Снег удерживается 70—75 дней. Самые крупные реки — Нарев, Наревка, Рудавка, Гвозна, Лесная Правая, Белая. Почвы — преимущественно дерново-подзолистые. Климатические и почвенные условия благоприятствуют развитию пышной растительности (около 890 видов растений).
Беловежская пуща является уникальным и крупнейшим массивом древних лесов, типичных для равнин Средней Европы. Под лесом 86 % территории. Преобладают сосновые леса (59,3 %) — главным образом черничные и мшистые.
Средний возраст деревьев в лесах Беловежской пущи составляет 81 год, на отдельных участках леса деревья имеют возраст 250—350 лет и диаметр до 150 см. В пуще зарегистрировано более тысячи деревьев-великанов (Царь-дуб и другие 400—600-летние дубы, 250—350-летние ясени и сосны, 200—250-летние ели). Ель — самая высокая порода беловежских лесов, до 50 м высотой. У заболоченных пойм рек и на низинных болотах растёт ольшаник (14,8 %). Березняки (9,8 %) есть главным образом на переходных болотах, на возвышенных местах — клён, ясень, ель. Хорошо развит подлесок из черёмухи, бересклета, лещины, чёрной смородины, малины. Осина почти не образует чистых древостоев (0,5 %).
Беловежская пуща по числу видов растений и животных не имеет себе равных в Европе. Здесь произрастают 958 видов сосудистых споровых и семенных растений, зарегистрировано 260 видов мхов и мохообразных, более 290 видов лишайников и 570 видов грибов.
В списке фауны Беловежской пущи насчитывается 59 видов млекопитающих, 256 видов птиц, 7 видов пресмыкающихся, 11 видов земноводных, 24 вида рыб и более 11 000 беспозвоночных животных. Здесь обитает самая крупная в мире популяция зубров. Из крупных травоядных животных здесь встречаются благородный олень, кабан, европейская косуля и европейский лось, из хищников обитают евразийский волк, обыкновенная лисица, обыкновенная рысь, барсук, лесная куница, выдра и другие. В пуще сохранились уникальные сообщества беспозвоночных — обитателей мёртвой и гнилой древесины, трутовых грибов, верховых и низинных болот. Флора и фауна представлены большим числом редких видов растений (пихта белая, дуб скальный, лилия кудреватая, астранция крупная, бубенчик лилиелистный), животных (зубр, обыкновенная рысь, барсук) и птиц (орлан-белохвост, змееяд, чёрный аист, серый журавль, большой подорлик, малый подорлик, филин, бородатая неясыть, болотная сова, воробьиный сыч, белоспинный дятел, трёхпалый дятел, зелёный дятел, сизоворонка, вертлявая камышовка и многие другие), занесённых в Красную книгу Республики Беларусь.

## История
Осенью 1409 года, перед походом на тевтонских рыцарей, Ягелло отправился в сопровождении многочисленных охотничьих отрядов в Пущу, чтобы заготовить мясо диких животных для своей стотысячной армии. Он охотился в Пуще всю осень и зиму на крупного зверя — тура, зубра, оленя, лося, кабана. Кроме животных, которых убивали ради мяса, в Пуще ловили и диких лошадей — тарпанов. Это были небольшие коренастые лошадки серо-гнедой масти. Они отличались выносливостью и быстротой бега.
— Скребицкий Г. С., Чаплина В. В. В Беловежской пуще
С 1569 по 1795 год пуща находилась в составе Речи Посполитой. В XVII—XVIII веках польские короли также устраивали огромные охоты в лесах Беловежской пущи, но характер этих охот изменился. Теперь охота уже не являлась серьёзным делом заготовки продовольствия для армии, а превратилась в роскошную королевскую забаву. Для королевских охот на реке Неревке был построен большой охотничий дом с флигелями, где после охот пировали король и его свита. Для удобства охоты в Беловежской пуще был устроен специальный зверинец. Он представлял собою большую площадь леса, огороженную крепкой изгородью, куда королевские егеря запускали выловленных в пуще крупных зверей.

Ко времени начала королевской «охоты» животных, находившихся в зверинце, сгоняли в ещё более ограниченный участок леса, огороженный прочным забором; из этого загона был устроен выход в виде узкого коридора, а возле него воздвигалась роскошная королевская беседка. Прибывший на охоту король с семьею и свитою располагался в беседке, и тогда начиналась «охота». Проход из загона в коридор открывался, и загонщики начинали гнать зверей. Перепуганные животные выскакивали из загона, неслись по коридору мимо королевской беседки, где неминуемо попадали под выстрелы. За одну такую «охоту» в 1752 году было убито сорок два зубра и много других зверей.
— Скребицкий Г. А., Чаплина В. В. В Беловежской пуще
В 1795 году территория Беловежской пущи вошла в состав России. Екатерина II разрешила проводить в пуще любые охоты, кроме отстрела зубров. Это привело к сокращению численности животных.
Во время польского восстания 1830 года в Беловежской пуще действовал отряд повстанцев под руководством Красковского. 17 мая генерал Розен отправил солдат во главе с полковником Сарабией на подавление мятежа. Солдаты захватили лагерь повстанцев, но затем, узнав, что те смогли уничтожить колонну, следовавшую из Бреста в Скидель, решили отступить. Чуть позже в Беловежскую пущу генералом Розеном был направлен отряд генерала Линдена, но 24 мая он был разбит отрядом Хлаповского, пришедшего из Польши. После этого отряд Красковского присоединился к Хлаповскому и навсегда покинул Беловежскую пущу.
Также на территории Беловежской пущи действовал отряд Ровко (300 человек). Российские войска вытеснили его из пущи, позднее часть отряда присоединилась к Хлаповскому, а часть (около 100 человек) продолжила борьбу на прежнем месте, но в конце июля присоединились к повстанческому генералу Дембинскому.
В Беловежскую пущу из Польши пришёл отряд С. Ружицкого. 24 июля Ружицкий перерезал коммуникации между Брестом и Гродно. Им был взят в плен генерал Панютин, который ехал занять должность начальника штаба армии Паскевича. Русская пехота и кавалерия (драгунский полк) старались отбросить повстанцев за Буг, но это им не удалось, и Ружицкий добрался до Беловежской пущи. 25 июля произошёл бой в Пуще под деревней Лесное, закончившийся безрезультатно. Однако после боя повстанцы покинули территорию пущи.
В 1802 году Александр I своим указом запретил охоту на зубра на территории пущи. В этом же году пуща включается в состав Гродненской губернии, гербом которой был зубр. С 1809 года начинается регулярный учёт зубров, в 1864 году из Германии завозятся олени (они были полностью уничтожены к 1705 году) для дальнейшего их разведения и организации на них охот. В 1888 году пуща была включена в собственность царской семьи в обмен на земли в Орловской и Симбирской губерниях. В 1889—1894 годах был построен императорский охотничий Дворец в Беловеже, к которому была проложена железная дорога для более удобного подъезда царских особ. С этого времени организовываются пышные охоты, наиболее грандиозные из которых датируются 1897, 1900, 1903 и 1912 годами.
Во время Первой мировой войны территория пущи была оккупирована германскими войсками. В это время начинается интенсивная прокладка узкоколейных железных дорог (около 300 км) с целью заготовки ценной древесины, а для её переработки строятся 4 лесопильных завода. За два с половиной года в Германию было вывезено 4,5 млн м³ древесины самых ценных пород. Военные действия и оккупация нанесли огромный урон и животному миру — в ставшем фактически бесхозным заповеднике расцвело браконьерство. К 1919 году были истреблены зубры и лани, резко сократилась численность оленей и кабанов. После войны Беловежская пуща перешла к Польше, но эксплуатация её лесов продолжилась. Только в 1927—1928 годах было заготовлено около 2 млн м³ древесины, в 1934—1935 годах — свыше 1 млн м³. В результате к концу 30-х годов до 20 % территории пущи оказалось вырубленной.
Однако уже в 1920-е годы в Беловежской пуще активизируется природоохранная деятельность. В 1921 году на участке площадью в 4594 га было образовано лесничество «Резерват» и охвачено абсолютно заповедной охраной 1061 га леса. С 1929 года вся территория лесничества стала абсолютно заповедной. В 1932 году на месте этого надлесничества был образован «Национальный парк в Беловеже» (4693 га) со строгим режимом заповедности. В этот период в пуще начинаются работы по восстановлению вольной популяции зубра (1929), создаётся питомник тарпановидных лошадей (1936), начинает восстанавливаться численность оленя, кабана, косули.
В 1939 году Беловежская пуща вошла в состав БССР, и на её территории был организован Белорусский государственный заповедник «Беловежская пуща». В июле 1940 года было принято постановление о введении полной заповедности на всей территории пущи, но его осуществление прервалось с началом Великой Отечественной войны. После освобождения от немецких войск деятельность заповедника была возобновлена в октябре 1944 года. Но при послевоенном установлении государственной границы СССР с Польской Народной Республикой часть заповедника (55 тыс. га) вместе с его историческим центром — посёлком Беловежа, Национальным парком и зубропитомником — отошли к ПНР.

На территории Белоруссии осталось 74,5 тыс. га Беловежской пущи, практически без базы для научной работы и организационной деятельности. Всё это пришлось создавать вновь. Был построен новый зубропитомник, и польскими коллегами переданы 5 зубров, которые стали родоначальниками зубриной популяции в белорусской части Пущи. К 1953 г. количество животных в вольерах достигло 19 особей. После чего они были выпущены на волю, и с этого момента начался новый этап в истории разведения зубров.
— Козулько Г. А., Жуков В. П. Государственный национальный парк «Беловежская пуща» — старейший заповедник в Европе
С 1957 года пуща имела статус Государственного заповедно-охотничьего хозяйства, в 1991 году реорганизована в Государственный национальный парк «Беловежская пуща». На территории польской части пущи существует Беловежский национальный парк.
8 декабря 1991 года на правительственной даче в Беловежской пуще были подписаны соглашения об упразднении СССР и создании СНГ.

## Беловежская пуща в культуре
- Беловежская пуща является темой одноимённой песни Александры Пахмутовой на стихи Николая Добронравова, написанной в 1975 году. Куплет из песни[31]:

Здесь забытый давно наш родительский кров.

И, услышав порой голос предков зовущий,

Серой птицей лесной из далёких веков

Я к тебе прилетаю, Беловежская пуща.

Песня также была очень популярна в исполнении ВИА «Песняры» и Большого детского хора СССР под руководством Виктора Попова.
- Беловежской пуще посвящена книга очерков Георгия Скребицкого и Веры Чаплиной «В Беловежской пуще» (1949). Книга предваряется подробным очерком истории пущи и написана на документальном материале нескольких поездок в заповедник — как цикл «времена года»: лето-осень-зима-весна. Переведена на венгерский (1950), белорусский (1951), чешский (1952) и немецкий (1952) языки[32].
- Также Беловежская пуща упоминается в романе Генрика Сенкевича «Потоп» как непроходимый бор и место надёжного укрытия жены и детей одного из героев.
- Серия литографий «Беловежская пуща» (1910) польско-белорусского художника Антона Каменского.

- Почтовые конверт и блок марок
- Эмблема Беловежской пущи на художественном маркированном конверте Белоруссии 2009 года — 600 лет заповедности Беловежской пущи
- Почтовая марка — 600 лет Беловежской пуще, 2009 год
- Почтовая марка СССР, 1969 год. Чёрный аист
- Почтовая марка СССР, 1969 год. Олень
- Почтовая марка СССР, 1969 год. Зубр
- Почтовая марка СССР, 1969 год. Рысь
- Почтовая марка СССР, 1969 год. Кабан